# Парламентские выборы в Люксембурге (1964)
Парламентские выборы в Люксембурге прошли 7 июня 1964 года На них на 5-летний срок были избраны 56 членов Палаты депутатов Люксембурга.
Несмотря на меньшее количество голосов Христианско-социальная народная партия получила 22 места, став крупнейшей парламентской партией.

## Результаты
Результаты парламентских выборов в Люксембурге 7 июня 1964
| Партия                               | Партия                                         | Голоса  | %*   | Места | Изменение |
| ------------------------------------ | ---------------------------------------------- | ------- | ---- | ----- | --------- |
|                                      | Люксембургская социалистическая рабочая партия | 999 843 | 35,9 | 21    | +4        |
|                                      | Христианско-социальная народная партия         | 883 079 | 35,7 | 22    | +1        |
|                                      | Демократическая партия                         | 280 644 | 12,2 | 6     | -5        |
|                                      | Коммунистическая партия Люксембурга            | 330 909 | 10,4 | 5     | +2        |
|                                      | Народное независимое движение                  | 159 370 | 5,8  | 2     | новая     |
| Недействительных/пустых бюллетеней   | Недействительных/пустых бюллетеней             | 10 544  | –    | –     | –         |
| Всего                                | Всего                                          | 173 702 | 100  | 56    | +4        |
| Зарегистрированных избирателей*/Явка | Зарегистрированных избирателей*/Явка           | 191 788 | 90,6 | –     | –         |
| Источник: Nohlen & Stöver            |                                                |         |      |       |           |

* Доля голосов не соответствует количеству поданных голосов, так как избиратели из различных округов имеют различное количество бюллетеней. Доля голосов рассчитывается на основе пропорции голосов в каждом отдельном округе.